# Gabby Windey
Gabriela Maria Windey (O'Fallon, Illinois, 2 de febrero de 1991) es una personalidad de televisión estadounidense más conocida por haber sido participante de la vigesimosexta temporada de The Bachelor y ser protagonista de la decimonovena temporada de The Bachelorette junto a Rachel Recchia.

## Primeros años
Windey nació en O'Fallon, Illinois, siendo sus padres Rosemary Hewitt y Patrick Windey. Tiene una hermana mayor llamada Jazz. Windey es mitad mexicana con ascendencia apache. Asistió al O'Fallon Township High School, donde fue editora de deportes en el periódico escolar y ganó Miss O'Fallon en 2008. Se graduó de la Universidad de Colorado en Colorado Springs en 2013, y luego se mudó a Denver, Colorado.

## Carrera

### Carrera temprana
Windey trabaja como enfermera de cuidados intensivos en el Hospital de la Universidad de Colorado. También fue porrista de los Denver Broncos durante 5 años.
En 2021, fue coganadora del Premio Humanitario Pop Warner por su servicio en la primera línea de la pandemia de COVID-19. Es la primera mujer y animadora de la NFL en recibir el premio.

### Televisión
En septiembre de 2021, se reveló que Windey participaría en la vigesimosexta temporada de The Bachelor, protagonizada por el representante de ventas médicas Clayton Echard. Fue cofinalista con la también finalista Rachel Recchia.
Durante el especial en vivo After the Final Rose de la temporada de Echard, Windey fue anunciada como protagonista de la decimonovena temporada de The Bachelorette junto a Rachel. Esta fue la primera vez que hubo dos protagonistas en una temporada completa.
El 8 de septiembre de 2022, Windey fue anunciada como una de las celebridades concursantes de la trigesimoprimera temporada de Dancing with the Stars. Fue emparejada con el bailarín profesional Valentin Chmerkovskiy con quien logró llegar a la final y terminar en el segundo puesto. Durante la final, fue anunciada como una de las coanfitrionas de la gira Dancing with the Stars Live 2023.

## Vida personal
Windey estuvo en una relación con el concursante de The Bachelorette y Bachelor in Paradise, Dean Unglert, cuando estaban en la universidad.
Durante su tiempo en The Bachelor, Windey reveló que no es cercana a su madre y que no ha hablado con ella en años.
El 13 de mayo de 2022, Windey se comprometió con Erich Schwer, a quien eligió como ganador de su temporada de The Bachelorette. Anunciaron su ruptura el 4 de noviembre de 2022.

## Filmografía
| Year | Title                    | Role       | Notes                           |
| ---- | ------------------------ | ---------- | ------------------------------- |
| 2022 | The Bachelor             | Ella misma | Concursante de la temporada 26  |
| 2022 | Good Morning America     | Ella misma | 2 episodios                     |
| 2022 | Live with Kelly and Ryan | Ella misma | 2 episodios                     |
| 2022 | The Bachelorette         | Ella misma | Protagonista de la temporada 19 |
| 2022 | Jimmy Kimmel Live!       | Ella misma | 1 episodio                      |
| 2022 | Dancing with the Stars   | Ella misma | Concursante de la temporada 31  |